# Semnornis
Semnornis Richmond, 1900, 1810 è un genere di uccelli piciformi, unico genere della famiglia Semnornithidae.

## Tassonomia
Comprende due sole specie:
- Semnornis frantzii (P.L.Sclater, 1864) - barbuto di Frantzius
- Semnornis ramphastinus (Jardine, 1855) - barbuto tucanetto